# Fomoires

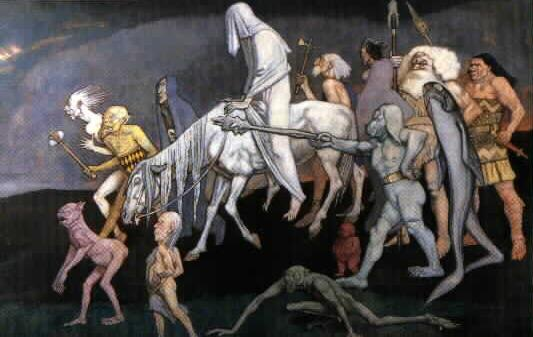
Interprétation de Fomoires par John Duncan.

Les fomoires (ou fomôrés, fomorii) sont des êtres inhumains (ou demi-dieux) de la mythologie celtique irlandaise.

## Mythologie
Selon le Lebor Gabála Érenn (« Livre des Conquêtes d'Irlande »), les fomoires débarquent en Irlande après le Déluge, ils sont parfois appelés « Géants de la Mer ». En fait, ils sont présents tout au long de l’histoire mythique de l’Irlande. Le Fomoire Bres le Beau sera même provisoirement le roi des Tuatha Dé Danann, après la déchéance de Nuada.
Tous les dieux ont un rapport de parenté avec eux, ce qui montre leur enracinement dans l’île. Plusieurs alliances par le mariage sont conclues avec les Tuatha Dé Danann. Mentionnons :
- Le fomoire Bres épouse la déesse Brigit. De ce mariage est issu un fils, Ruadan, qui trahira les Tuatha Dé Dannan lors de bataille de Mag Tured.
- Elatha, roi fomoire, connu pour sa beauté, son humour et le sens de la noblesse, époux de Ériu une Tuatha ou Eithne une fomoire (selon les légendes). Il est le père d'Ogma, maître de l'écriture (qui garde la peau noire des fomoires)[1], et du Dagda, le dieu bon. Il est le grand-père de Manannan Mac Lir.
- Eithne, fomoire, fille de Balor est épouse de Cian[2]. De ce mariage est issu le dieu Lugh.

Les Tuatha et les Fomoires sont assez proches, Neit, un dieu guerrier celte, semble être l'ancêtre des deux races.

## Aspect
Leur physique évolue au fil des siècles médiévaux.
La première description fantastique que l’on possède d’eux, qui est aussi leur première apparition dans les recensions officielles, les façonne selon un modèle cynocéphale ou criocéphale. Cette mention, unique en son genre, est sûrement un substrat de l’imagination du copiste. Vraisemblablement, ce dernier fut impressionné par les offrandes qui devaient leur être faites chaque Samain à Mag Cetne.
O'Cleirigh et certains manuscrits anciens, comme le Lebor na hUidre, les décrivent comme ayant un œil, un bras et une jambe, de couleur sombre. Cependant, la recension R2 est la seule à ne pas confirmer cette caractéristique dont les Fomoires semblent ne pas pouvoir se débarrasser. Il y est dit que la bataille de Slemne de Mag Itha, qui opposa Partholon à Cichol à la Jambe Torte, se joua sur une jambe, un bras et un œil et que nul ne fut blessé car c’était une bataille magique. L’unicité de chaque membre perd sa valeur biologique et physique pour devenir posture. Cela n’est pas sans rappeler la manière dont Lug, durant la seconde bataille de Mag Tuired, chanta des sortilèges. Il allait et venait au milieu de la mêlée « sur un pied avec un œil fermé ». Seule la nature cyclopéenne de Balor, un roi fomor, est avérée dans les textes.
Seul Giraud de Cambrie associe les Fomoires aux géants  et, dans la Cath Maige Tuired, seul Balor, l’un de leurs rois (celui des îles Hébrides, si grand qu’il fallait quatre hommes pour soulever sa paupière), possède une stature suffisante pour, en tombant mortellement blessé, écraser 27 de ses hommes.

## Fonction guerrière
Ils combattront les peuples successifs de l’Irlande : Partholoniens (bataille de Mag Itha), Nemediens (batailles de Badbgna, Ros Fraechain, Murbolg, et de la Tour de Conaind), et Tuatha Dé Danann (bataille de Mag Tuired). Seuls les Fir Bolgs échappent à leur agressivité.
Le folklore du Moyen Âge les assimile aux envahisseurs scandinaves. Cette filiation erronée vient des différents noms de l'île qui eurent une consonance similaire : Tor Conaind (l'Île de Conaind, un chef fomor) et Thor Ey (l'Île de Thor, nom que donnèrent les Viking à ce lieu). Les habitants aborigènes de l'île l'appelaient Oileán Thoraí — l’Île des Pirates (du terme torái, c'est-à-dire « voleur ») — historiquement, la population de l’île pratiquait la piraterie.

## Liste de fomoires connus
- Balor
- Bres
- Buarainech
- Cethlenn
- Cichol Gricenchos
- Conand
- Corb
- Elatha
- Ethniu
- Tethra

## Textes médiévaux principaux
- Cath Maighe Tuireadh
- Lebor Gabála Érenn
- Togail Bruidne Dá Derga
- Lebor Bretnach
- Forfess Fer Falgae
- Elégie pour Mess-Telmanm, prince de Leinster